# Lloyd Owusu
Lloyd Owusu (Slough, 12 dicembre 1976) è un ex calciatore inglese naturalizzato ghanese, di ruolo attaccante.

## Carriera

### Club
Ha giocato nella prima divisione australiana e nella seconda divisione inglese.

### Nazionale
Nel 2005 ha giocato una partita in nazionale.

## Palmarès

### Club

#### Competizioni nazionali
- Campionato inglese di quarta divisione: 1

Brentford: 1998-1999